# Asociación Civil Minervén Bolívar Fútbol Club
L'Asociación Civil Minervén Bolívar Fútbol Club és un club de futbol veneçolà de la ciutat del Callao.

## Història
El club va ser fundat el 15 de gener e 1985 com a Club Minervén a Puerto Ordaz. El 2004 fou reemplaçat pel Club Deportivo Iberoamericano. El 27 de juliol de 2007 aquest canvià el seu nom, adoptant de nou el d'Asociación Civil Minervén Bolívar Fútbol Club.

## Palmarès
- Lliga veneçolana de futbol:[1]
  - 1995-96